# Wedge Tomb von Carrowcrom

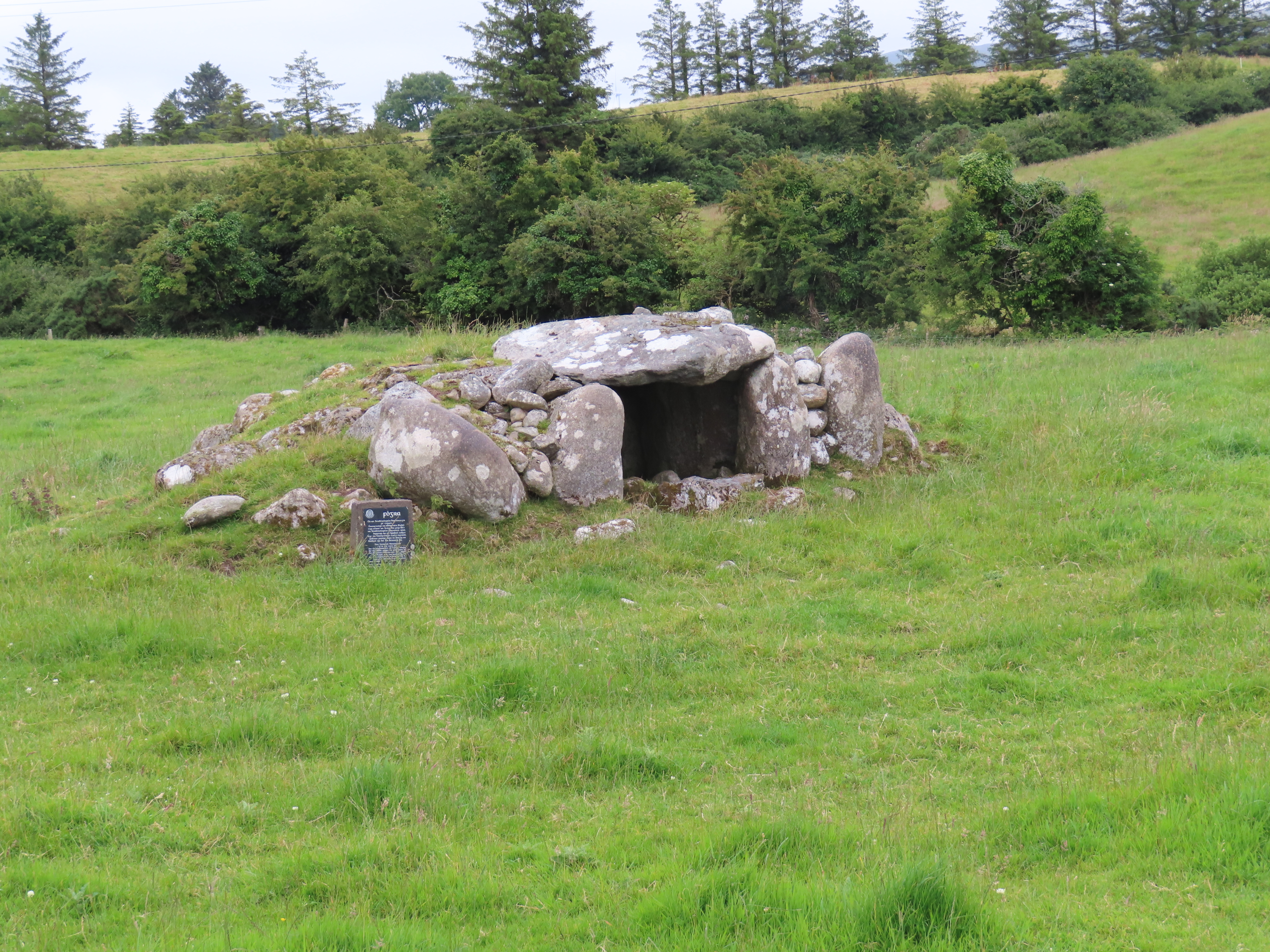
Carrowcrom Wedge Tomb

Das kleine Wedge Tomb von Carrowcrom  liegt etwa 7,2 km östlich von Ballina im Townland Carrowcroom (irisch An Cheathrú Chrom) im County Mayo in Irland. Es ist auch als „Dermot and Grania’s Bed“ bekannt und gehört zu den wenigen Anlagen dieses Typs, die in einem sehr guten Zustand sind.  Die außen U-förmige Anlage hat eine kurze Fassade aus vier Blöcken und Zwischenmauerwerk zu den Seiten der Galerie. Der deckende Cairn ist komplett. Beide Decksteine sind erhalten. Wedge Tombs (dt.: |„Keilgräber“), früher auch „wedge-shaped gallery grave“ genannt, sind zwischen 4000 und 2500 v. Chr. in der Jungsteinzeit errichtete ganglose, mehrheitlich ungegliederte Megalithbauten der späten Jungsteinzeit und der frühen Bronzezeit.
Die Südwest-Nordost orientierte Galerie ist 3,1 m lang, am Zugang etwa 1,4 m breit und verjüngt sich leicht auf 1,2 m. Die Galerie ist sowohl im Plan als auch im Profil keilförmig. Sie ist im Westen 1,5 m hoch und nimmt in der Höhe nach Osten ab. Kleine Steine bilden das nordöstliche Ende. Ein breiter flacher Stein über dem Zugang zur Galerie ist der originale Sturz. Die Galerie scheint nicht, wie verschiedentlich anzutreffen, segmentiert gewesen zu sein. Jede Seitenwand besteht aus zwei Orthostaten. Sie sind am Zugang etwa einen Meter hoch und verringern sich in der Höhe zum Ende hin. Der vordere Deckstein ruht auf dem rückwärtigen. Zwischen den Trag- und Decksteinen der Galerie sind Steine und Trockenmauerwerk unterlegt.
In der Nähe befinden sich das Court Tomb von Mullaghawny und der Oghamstein von Corrower.